# Remix de Rip City
Le Remix de Rip City (Rip City Remix en anglais) est une équipe professionnelle américaine de basket-ball de la NBA Gatorade League basée à Portland en Oregon. L'équipe est affiliée aux Trail Blazers de Portland de la National Basketball Association. L'équipe joue des matchs à domicile au Chiles Center et a fait ses débuts lors de la saison 2023-2024.

## Historique
Le 26 avril 2023, les Trail Blazers de Portland annoncent qu'ils lanceront une équipe de la NBA G League pour la saison 2023-2024, et le 15 juin, ils ont embauché Jim Moran comme premier entraîneur-chef. Le 26 juin, le logo et le nom de l'équipe sont dévoilés sous le nom de Remix de Rip City.

### Logos

Logo du Remix de Rip City

## Résultats sportifs
| Palmarès du Remix de Rip City                   |
| - NBA Gatorade League - 1 participation - Néant |

### Saison par saison
| Remix de Rip City         |   |     |    |    |      |  |
| 2023-2024                 | - | 10e | 18 | 16 | 52,9 |  |
| 2024 -2025                | - | 12e | 14 | 20 | 41,2 |  |
| Bilan en saison régulière |   |     |    |    |      |  |
| Bilan en Playoffs         |   |     |    |    |      |  |

## Personnalités et joueurs du club

### Entraîneurs successifs
Le tableau suivant présente la liste des entraîneurs du club depuis 2023.
| #                 | Entraîneur | Période | Saison régulière | Saison régulière | Saison régulière | Saison régulière | Playoffs | Playoffs | Playoffs | Playoffs | Récompenses |
| #                 | Entraîneur | Période | M                | V                | D                | %                | M        | V        | D        | %        | Récompenses |
| ----------------- | ---------- | ------- | ---------------- | ---------------- | ---------------- | ---------------- | -------- | -------- | -------- | -------- | ----------- |
| Remix de Rip City |            |         |                  |                  |                  |                  |          |          |          |          |             |
| 1                 | Jim Moran  | 2023-   |                  |                  |                  |                  | -        | -        | -        | -        |             |